# プファイファー効果
プファイファー効果（プファイファーこうか、英: Pfeiffer effect）は、光学活性化合物の存在が別の化合物のラセミ混合物の旋光に影響する光学現象である。この名称はドイツの化学者パウル・プファイファー（1875年–1951年）に遡る。
ラセミ混合物は平面偏光を回転させないが、強く相互作用するキラル化学種の存在下では2つのエナンチオマーの平衡濃度が1からずれうる。パウル・プファイファー（アルフレート・ヴェルナーの生徒でサレン配位子の発明者）がこの現象を報告した。この効果の最初の例はエリジオ・ペルッカの手柄とされている。ペルッカは、キラルで無色である塩素酸ナトリウムの結晶をラセミ色素を使って染色した時にスペクトルの可視部分において旋光性を観察した。この効果はラセミ混合物の第二配位圏との光学的に純粋な物質の相互作用が原因である。